# All That She Wants
All That She Wants è un singolo del gruppo pop svedese Ace of Base, pubblicato nel novembre del 1992 dalla Alex Records. Il brano prodotto da Denniz Pop, nel 1993, ha raggiunto la vetta di moltissime classifiche in tutto il mondo. È rimasto nelle prime tre posizioni della Billboard Hot 100 per tre mesi, pur non raggiungendone mai la vetta.
La canzone è stata scritta da Jonas Berggren e Ulf Ekberg, il titolo iniziale del brano era Mister Ace ed includeva il testo di Linn Berggren, Ulf Ekberg, e Jonas Berggren. Il quarto membro del gruppo, Jenny Berggren, non era presente durante la registrazione.
Il produttore Denniz Pop cambiò il testo ed il titolo (All That She Wants) cambiando soltanto leggermente l'arrangiamento. La versione finale del pezzo venne diffusa dalle radio nel novembre 1992 in Svezia ed in seguito nel resto del mondo, dove ottenne un inaspettato successo.

## Tracce
Australia, CD Singolo
1. All That She Wants (Radio Edit)
2. Fashion Party

Regno Unito, CD Singolo
1. All That She Wants (Radio Edit)
2. All That She Wants (12" Version)
3. All That She Wants (Banghra Version)
4. All That She Wants (Madness Version)

USA, CD Singolo
1. All That She Wants (Radio Version)
2. All That She Wants (Instrumental/Dub)
3. All That She Wants (Banghra Version)
4. All That She Wants (12" Version)

USA, Musicassetta Singolo
1. All That She Wants

## Classifiche

### Classifiche settimanali
| Classifica (1992-94)   | Posizione massima |
| ---------------------- | ----------------- |
| Australia              | 1                 |
| Austria                | 1                 |
| Belgio (Fiandre)       | 1                 |
| Canada                 | 1                 |
| Danimarca              | 1                 |
| Europa                 | 2                 |
| Finlandia              | 4                 |
| Francia                | 2                 |
| Germania               | 1                 |
| Grecia                 | 1                 |
| Irlanda                | 2                 |
| Italia                 | 1                 |
| Norvegia               | 2                 |
| Nuova Zelanda          | 3                 |
| Paesi Bassi            | 3                 |
| Portogallo             | 6                 |
| Regno Unito            | 1                 |
| Spagna                 | 1                 |
| Stati Uniti            | 2                 |
| Stati Uniti (pop)      | 1                 |
| Stati Uniti (rhythmic) | 4                 |
| Svezia                 | 3                 |
| Svizzera               | 1                 |

### Classifiche di fine anno
| Classifica (1993) | Posizione |
| ----------------- | --------- |
| Australia         | 9         |
| Austria           | 2         |
| Belgio (Fiandre)  | 13        |
| Canada            | 23        |
| Germania          | 1         |
| Italia            | 4         |
| Paesi Bassi       | 7         |
| Regno Unito       | 3         |
| Spagna            | 2         |
| Svizzera          | 3         |
| Classifica (1994) | Posizione |
| Nuova Zelanda     | 22        |
| Stati Uniti       | 9         |

### Classifiche di fine decennio
| Classifica (1990-99) | Posizione |
| -------------------- | --------- |
| Stati Uniti          | 70        |

## Cover
- Il gruppo Rock britannico Kooks hanno registrato una loro cover del brano per l'album Radio 1: Established 1967
- Il gruppo italiano Lucky Star ne registrò una cover per il loro primo album LS3.
- Il gruppo indie pop italiano My Awesome Mixtape ne ha registrato una propria versione contenuta all'interno dell'ep "Day after day" pubblicato nel 2010.
- La cantante statunitense Britney Spears ne ha cantato una versione dal testo differente, ma il brano non è stato mai ufficialmente pubblicato.
- Inoltre è stata parodiata da Leone Di Lernia nell'album Disco Hauz con il titolo All that she wants (Cumbà Giuàn)[35].
- La cantante italiana Annalisa ha cantato una nuova versione del brano durante una puntata del Coca-Cola Summer Festival nel 2016.
- La cantante statunitense Camila Cabello ha ripreso la melodia del brano nel suo singolo Liar del 2019.[36]
- Marracash e Guè hanno campionato questa canzone per Insta Lova, uscito nel 2016 e divenuto popolare con Tik Tok nel 2023.

## Curiosità
- È stata utilizzata come colonna sonora del film Abbronzatissimi 2 - Un anno dopo di Bruno Gaburro, e del film Piccolo Grande Amore di Carlo Vanzina.
- Il brano è presente nell'ottavo episodio della serie TV 1992.